# Phylloicus amazonas
Phylloicus amazonas là một loài Trichoptera trong họ Calamoceratidae. Chúng phân bố ở vùng Tân nhiệt đới.